# Experience (album Jimi Hendrix)
Experience è un album live postumo di Jimi Hendrix pubblicato in Gran Bretagna nell'agosto 1971 dalla Ember Records.
Il disco avrebbe dovuto essere la colonna sonora del film, in seguito cancellato, intitolato appunto Experience, documentante il concerto tenuto dalla The Jimi Hendrix Experience alla Royal Albert Hall il 24 febbraio 1969. Il seguito di Experience, intitolato More Experience, venne pubblicato nel 1972 sempre dalla Ember che deteneva i diritti dei nastri.

## Tracce
Tutti i brani sono opera di Jimi Hendrix, eccetto dove indicato.
Lato 1
1. Opening Jam (Sunshine of Your Love) (Eric Clapton, Jack Bruce, Pete Brown) - 6:48
2. Room Full of Mirrors - 8:15

Lato 2
1. People, People, People - 8:27
2. Smashing of Amps - 6:25

## Musicisti
- Jimi Hendrix: chitarra elettrica, voce
- Mitch Mitchell: batteria
- Noel Redding: basso